# Dowlish Wake
Dowlish Wake is een civil parish in het bestuurlijke gebied South Somerset, in het Engelse graafschap Somerset met 277 inwoners.

## Galerij

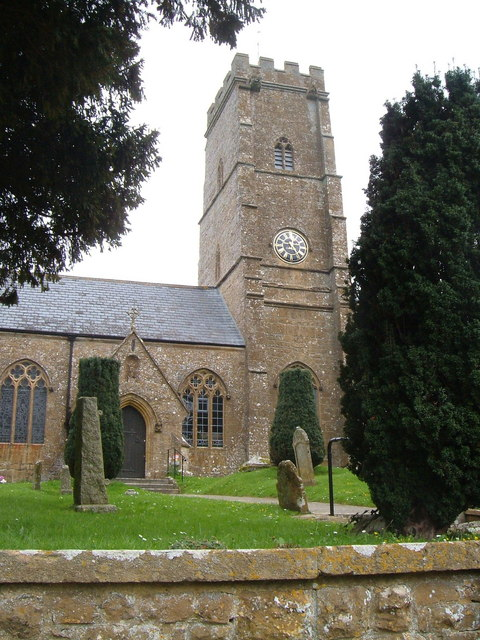
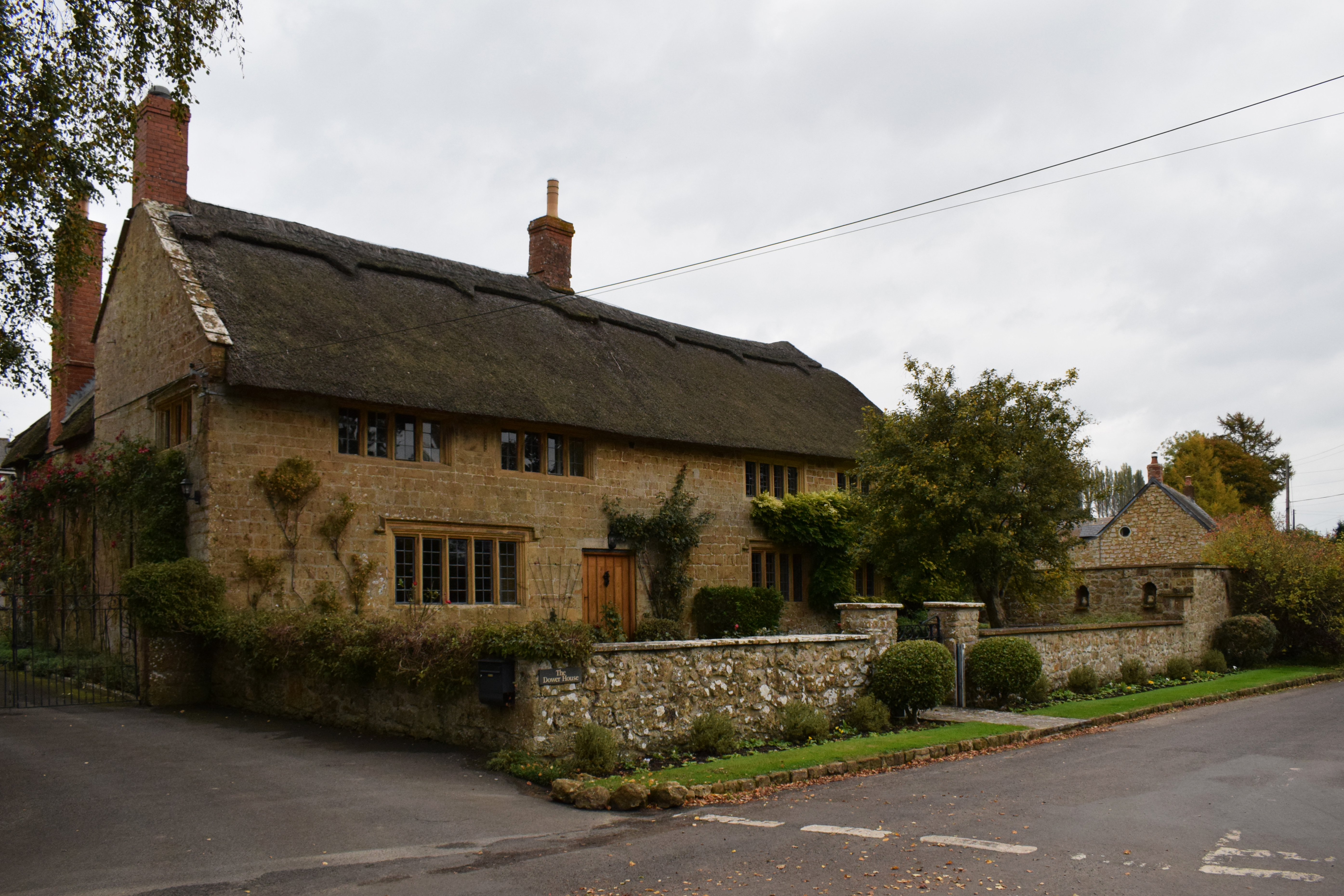